# Catmon, Cebu
Catmon là một đô thị hạng 5 ở tỉnh Cebu, Philippines. Theo điều tra dân số năm 2007, đô thị này có dân số 27.330 người. Catmon có cự ly 57 km so với Thành phố Cebu gần thị xã Carmen.
Tore, đỉnh cao nhì ở Cebu nằm ở Catmon.

## Các đơn vị dân cư
Catmon được chia thành các đơn vị hành chính gồm 20 khu dân cư (khu phố) (barangay).
| - Agsuwao - Amancion - Anapog - Bactas - Bongyas - Basak - Binongkalan - Cabungaan - Cambangkaya - Can-ibuang | - Catmondaan - Duyan - Ginabucan - Macaas - Panalipan - Tabili - Tinabyonan - San Jose Poblacion (Catadman) - Corazon (Poblacion) - Flores (Poblacion) |